# Dryobotodes ilicis
Dryobotodes ilicis är en fjärilsart som beskrevs av Freyer. Dryobotodes ilicis ingår i släktet Dryobotodes och familjen nattflyn. Inga underarter finns listade i Catalogue of Life.